# 都察院
都察院（とさついん、満洲語：ᡠᡥᡝᡵᡳ ᠪᡝ
ᠪᠠᡳ᠌ᠴᠠᡵᠠ
ᠶᠠᠮᡠᠨ、uheri be baicara yamun）は、諸官の政務を監察するために置かれた官署で、中国の明朝から清朝にかけて存在した。
漢代以来続いていた御史台という監察機関を明朝に入り改めたもので、後の清朝もこれを受け継いだ。
六部や五軍都督府と共に三権の1つとされ、刑部や大理寺と共に三法司と呼ばれ、百官の不正を糾弾し、重大な刑事事案を審議した
左右ある都御史を中心にして、副都御史、監察御史、僉都御史、経歴などの諸官が存在した。
明朝中期以降、次第に総督や巡撫が兼職するようになったが、これは政令の統一を図ったためである。清は基本的に明の制度を継承しつつ、僉都御史を廃して左都御史・左副都御史を都察院の専官とし、右都御史・右副都御史を総督や巡撫の兼官と定めた。雍正元年（1723年）に、明代以来別の監察機関とされていた六科が、都察院に統合された。